# Jennifer Cashmore
Jennifer Lilian Cashmore  (Adamson, 5 de diciembre de 1937 – 10 de junio de 2024) fue una política australiana. Fue miembro del Partido Liberal de Australia (División de Australia del Sur) en la Cámara de la Asamblea de Australia del Sur entre 1977 y 1993, representando el distrito de los suburbios orientales de Coles (Morialta desde 2002). Cashmore fue la tercera mujer elegida para la Cámara de la Asamblea.

## Carrera
Cashmore se desempeñó como Ministra de Salud y Ministra de Turismo durante el gobierno de Tonkin de 1979 a 1982, siendo la primera mujer miembro del Gabinete desde Joyce Steele. En 1992 compitió por el liderazgo de su partido contra John Olsen y Dean Brown, el eventual ganador.
Apodada en su momento la 'conciencia verde' del Partido Liberal, Cashmore fue la primera miembro en plantear preguntas sobre la viabilidad financiera del Banco Estatal de Australia del Sur antes de las elecciones de 1989.
Jennifer Lilian Cashmore asistió a la Walford Anglican School for Girls y trabajó temporalmente en los campos del periodismo y la redacción publicitaria. En las elecciones senatoriales del 13 de diciembre de 1975, se postuló para el Senado de Australia por el estado de Australia del Sur como candidata del Partido Liberal, obteniendo solo 672 votos y quedando en último lugar entre los seis candidatos de su partido, de los cuales cuatro fueron elegidos senadores federales.
Fue elegida por primera vez como miembro de la Cámara de la Asamblea de Australia del Sur en las elecciones del 17 de septiembre de 1977, representando al distrito electoral de Coles por el Partido Liberal, y reemplazó a Des Corcoran del Partido Laborista Australiano (ALP), quien fue elegido en el nuevo distrito electoral de Hartley. Después de la liberal Joyce Steele (7 de marzo de 1959) y la laborista Molly Byrne (6 de marzo de 1965), fue la tercera mujer en ser elegida para la Cámara de la Asamblea. Representó el distrito de Coles hasta que decidió no presentarse a la reelección en las elecciones del 11 de diciembre de 1993, momento en el que su compañera de partido, Joan Hall, esposa del ex primer ministro liberal Steele Hall, fue elegida en ese distrito.
Tras la victoria del Partido Liberal en las elecciones del 15 de septiembre de 1979, Jennifer Adamson fue nombrada el 18 de septiembre de 1979 para formar parte del gobierno del primer ministro David Tonkin, sirviendo hasta el 10 de noviembre de 1982 como Ministra de Salud y Ministra de Turismo. El 13 de enero de 1983, se le otorgó el título honorífico de The Honourable. Después de su divorcio de su primer esposo, retomó en 1986 su apellido de soltera Cashmore. Se le consideraba la "conciencia verde" del Partido Liberal y fue la primera miembro de su partido en plantear preguntas sobre la viabilidad financiera del Banco Estatal antes de las elecciones del 25 de noviembre de 1989. El 11 de mayo de 1992, se postuló para el liderazgo de su partido contra John Olsen y Dean Brown, quien fue el eventual ganador.

## Vida personal
Cashmore fue madre de la gobernadora de Australia del Sur Frances Adamson, de la jueza del Tribunal Supremo de Nueva Gales del Sur Christine Adamson y del capellán anglicano Stuart Adamson.
Jennifer Cashmore estuvo casada dos veces, primero con el empresario Ian Adamson, de quien se divorció en 1986. De este matrimonio nacieron tres hijos. Su hija mayor es la diplomática Frances Adamson (nacida en 1961), quien fue embajadora en la República Popular China entre 2011 y 2016 y desde 2021 es gobernadora de Australia del Sur. Su hija menor, Christine Adamson, es jueza del Tribunal Supremo de Nueva Gales del Sur desde 2011. Su único hijo, Stuart Adamson, es clérigo de la Iglesia Anglicana de Australia. En 1988, se casó en segundas nupcias con el periodista y escritor Stewart Cockburn (1921–2009).
Cashmore falleció el 10 de junio de 2024, a la edad de 86 años.

## Legado
Por su servicio a la comunidad, especialmente en los campos de cuidados paliativos, asuntos de mujeres y desarrollo económico, así como por su trabajo en el parlamento de Australia del Sur, Jennifer Cashmore fue nombrada Miembro de la Orden de Australia (AM) en el marco del Australia Day el 26 de enero de 1998.